# Stadion An der Alten Försterei
El Stadion An der Alten Försterei (conocido como Alte Försterei) es un estadio de fútbol que se ubica en Oberschöneweide, una pedanía de Köpenick, en la capital Berlín, Alemania. Su equipo local es el F. C. Unión Berlín, club que actualmente juega en la 1. Bundesliga.

## Historia

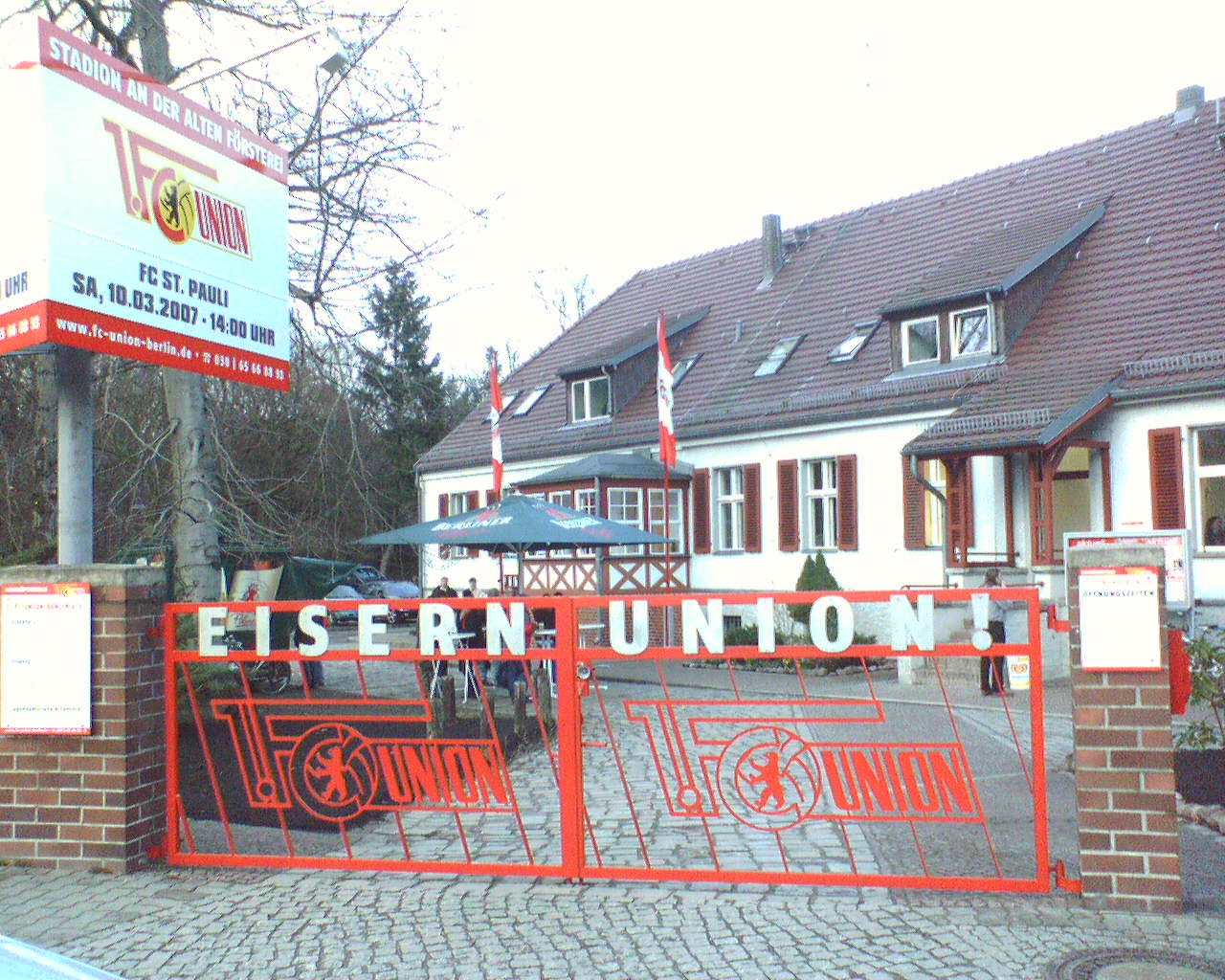
La Forsthaus o Alte Försterei dio el mismo nombre para el estadio y ahora es la sede de la administración del F. C. Unión Berlín.

### 1920 - 1966
En 1920 el SC Union Oberschöneweide (precursor del actual 1. FC Union Berlin) tuvo que encontrar un nuevo camino a casa como su antiguo terreno de juego había sido construida sobre los desarrolladores con los edificios residenciales. El club se movió un poco más lejos de la ciudad a la parte noroeste de la ciudad de Köpenick. El nuevo estadio fue inaugurado en agosto de 1920 con un partido entre Oberschöneweide y el entonces campeón alemán 1. FC Nürnberg (1:2). El partido inaugural de la Alte Försterei ya se ha jugado el 17 de marzo, cuando la Unión desafió Viktoria Berlin 89 —un club ilustre que había ganado el campeonato alemán tres veces alrededor del cambio de siglo— a un amistoso.

### 1966 - hoy

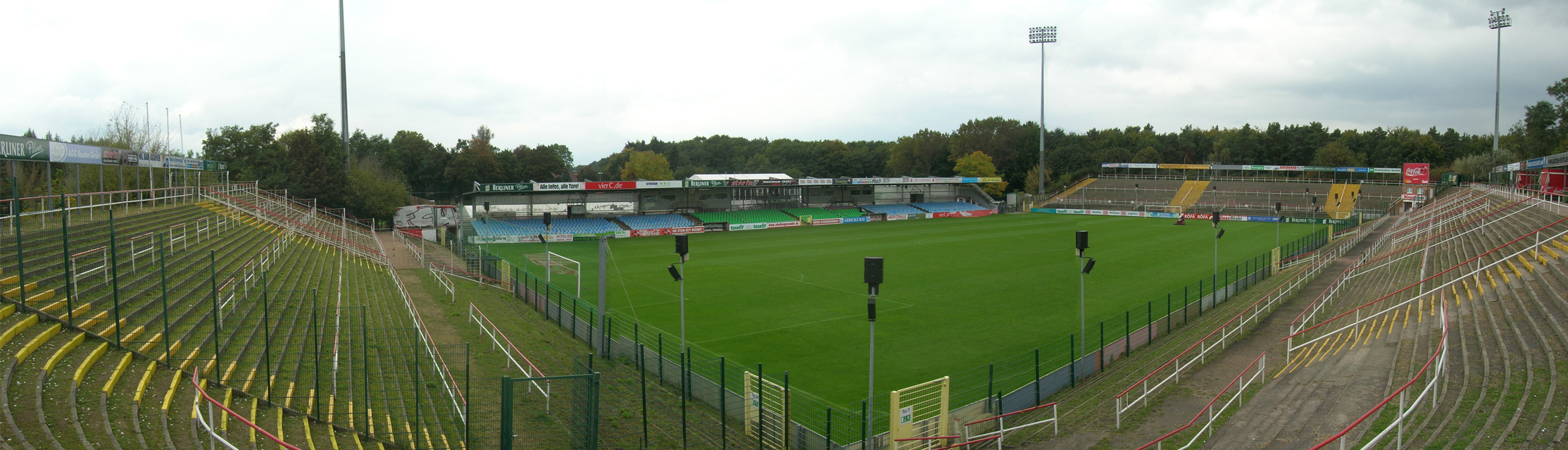
Arquitectura del estadio desde 1983-2008

Cuando la Unión logró el ascenso a la DDR-Oberliga (la máxima categoría en República Democrática Alemana) en 1966, el estadio de pronto necesitaba ser ampliado. El campo se expandió por primera vez en 1970, cuando se levantó la terraza 'Gegengerade', mientras que otras extensiones a la construcción de terrazas en ambos extremos a finales de 1970 y principios de 1980 incrementaron la capacidad más, a 22 500.
Sin embargo, las instalaciones un poco espartanas en Alte Försterei habían comenzado rápidamente a mostrar su edad, ya que el club no fue capaz de mantener adecuadamente el terreno expansivo mientras la asistencia —en común con la mayoría de los clubes en el Este y el Oeste— entró en un grave declinar. Más tarde, después de la reunificación alemana, cuando la Unión fueron asignados por el Asociación Alemana de Fútbol para jugar en la tercera liga, el estadio obsoleto demostró sólo una de una serie de factores que obstaculizó empuje del club para el ascenso a mayor ligas.
Antes de la remodelación en 2008, la construcción de terrazas en la planta estaba en un estado tan pobre de reparación que su uso continuado era sólo con la condición de la capacidad de ser drásticamente reducido a 18 100 espectadores. A finales de 1990, a la Unión sólo se les permitió seguir jugando en el Alte Försterei sobre la base de licencias temporales especiales hasta que la DFL (Liga Alemana de Fútbol) dejó de seguir renovando estas en 2006, es decir, el estadio pronto ya no sería elegible para organizar cualquier coincidencia entre los tres primeros niveles del fútbol alemán. Por ello, el Club se vieron obligados a tomar una decisión en cuanto a si sería reconstruir el Alte Försterei o hacer un movimiento permanente a un campo diferente, algo que era poco probable que hayan sido aprobados por amplios sectores de la base de fanes que consideran que el suelo sea hogar espiritual del club.

## Reurbanización

### Fase 1

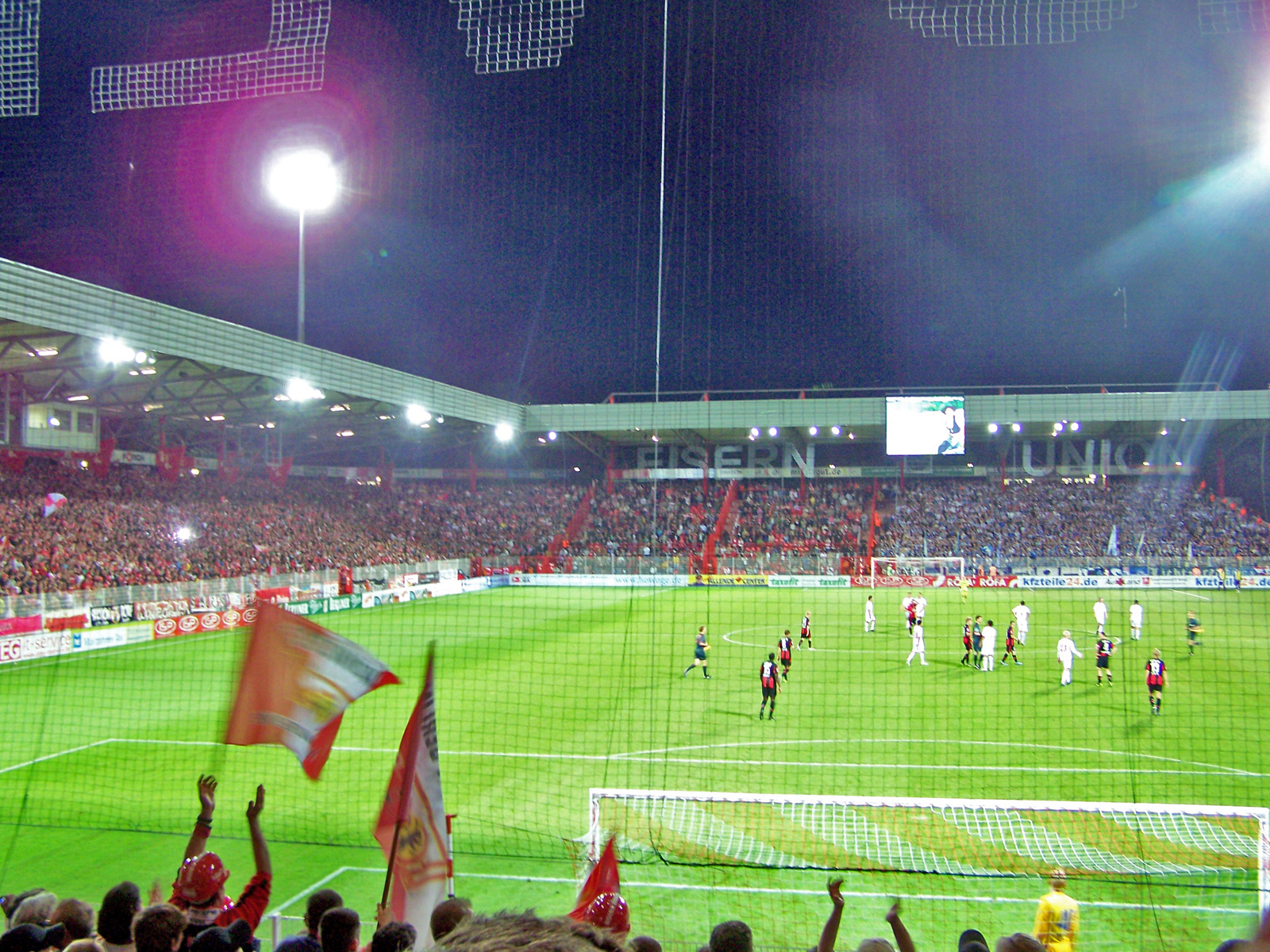
El partido de reinauguración del estadio.

A finales de 1990 los primeros planes para el futuro de la casa de la Unión comenzaron a redactarse. Después de varios años de planificación y discusión sobre las diversas propuestas, la remodelación de la Alte Försterei finalmente comenzó a finales de la temporada 2007/08. Junto con la obra principal de sustituir el desmoronamiento piedra y ceniza terrazas con terrazas de hormigón y la instalación de un techo sobre las terrazas abiertas con anterioridad, se completaron muchas otras mejoras de menor importancia, tales como la instalación de un nuevo cerco perimetral, nuevos asientos en la tribuna principal y undersoil calefacción y un marcador digital (aunque el famoso marcador manual de edad en la esquina entre la 'Gegengerade' 'terraza' y el 'Zuckertor' '(Waldseite final') de la planta se ha mantenido). La mayor parte del trabajo durante la remodelación se llevó a cabo por más de 2300 partidarios de voluntariado de sus servicios. Empresas especializadas solamente fueron llamados para tareas más complejas, como la instalación de la cubierta en voladizo.
Después de jugar sus partidos de local en el Jahn-Sportpark en Berlín Prenzlauer Berg distrito durante la temporada 2008/09, el estadio fue reabierto el 8 de julio de 2009 en el tiempo para un amistoso contra su compatriota Berlín lado Hertha BSC.

### Fase 2

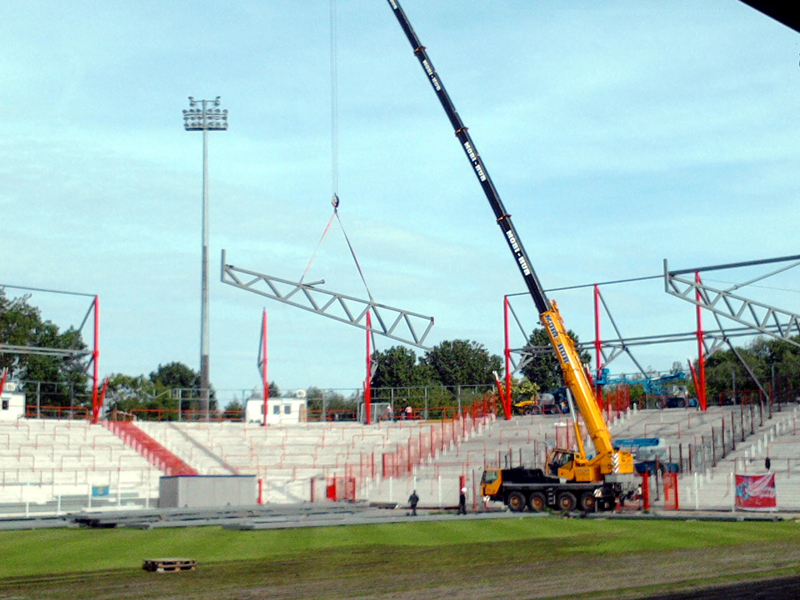
Construcción en 2009.

Originalmente planeado para el año 2010, la segunda etapa de la remodelación se inició cuando la financiación estaba asegurada en mayo de 2012 con la deconstrucción de la vieja tribuna principal. La primera piedra para el nuevo soporte, 3617 capacidad se colocó en el mes siguiente. Los trabajos en que se terminó en el verano de 2013, cuando el estadio totalmente renovado se inauguró con un partido amistoso entre la Unión y Celtic FC.
El nuevo edificio, que es 100,5 m de ancho y 23,5 m de altura, también incluye la hospitalidad, los medios de comunicación y otras instalaciones funcionales. Los costos de su construcción fueron planeados para ascender a 15 millones de €, de los cuales 2 millones en aportados por el club. Patrocinadores representaron 10 millones. A 3 000 000 más se inyectaron por una participación formada para poseer y administrar al estadio, las acciones en las que se pusieron a disposición del público. Más de cuatro mil miembros del club y patrocinadores compraron acciones de la sociedad así formada por 2,7 millones de €.
En su nueva forma, el estadio fue vendido por primera vez el 31 de agosto de 2013, cuando 21 717 espectadores vieron Unión venció el FC St. Pauli 3 - 2.

## Eventos

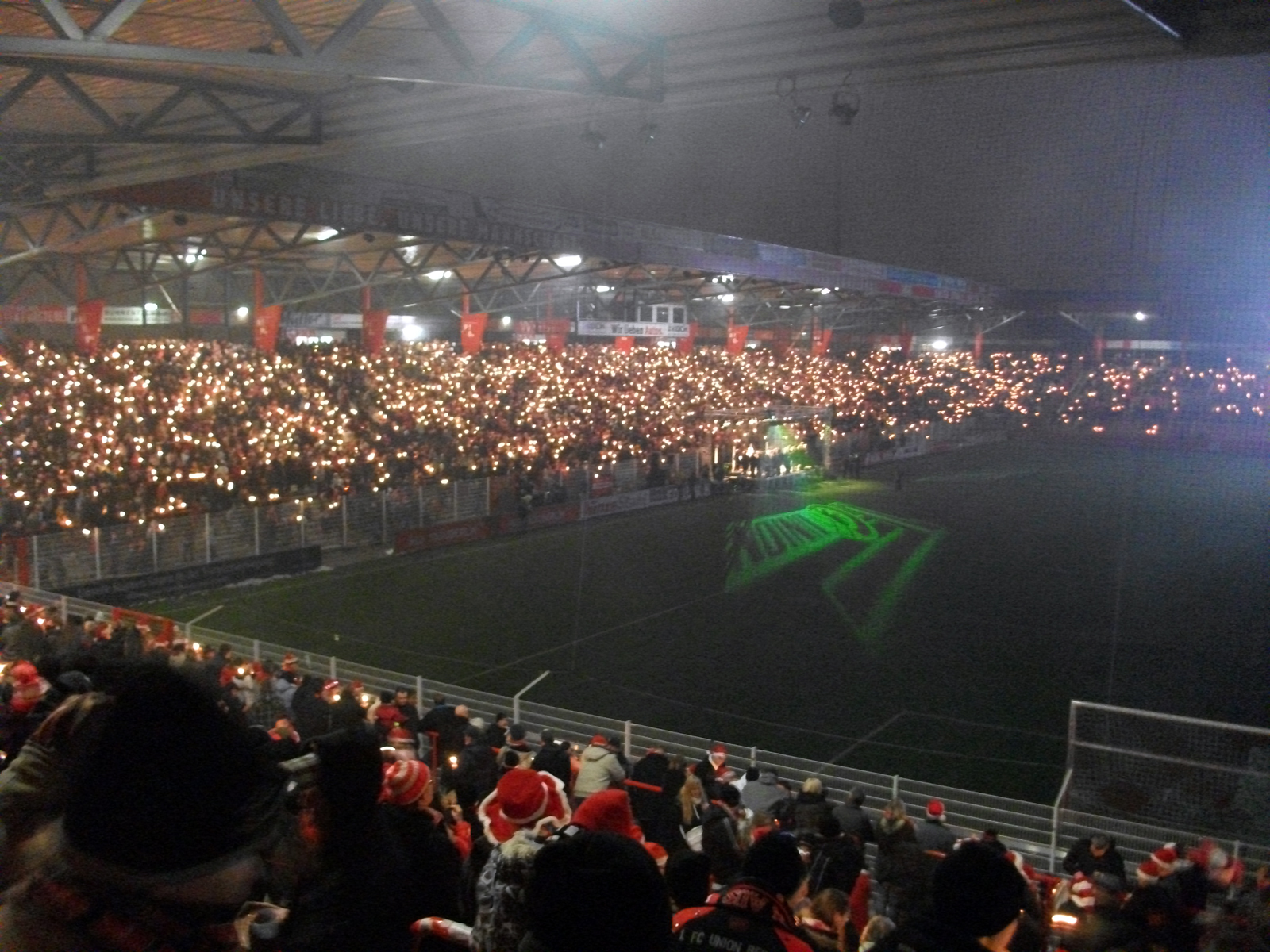
The "Weihnachtssingen" (Noche de Navidad Carols) en 2010.

Desde la remodelación, el estadio también se ha utilizado para un pequeño número de eventos no de fútbol, entre ellos conciertos de rock y moto muestra.

### Cantos de villancicos
Union Berlin es bien conocida por sus tradiciones navideñas que se celebran en su estadio. En 2003 la Unión anual  Weihnachtssingen  comenzó como una reunión oficiosa a la que sólo 89 aficionados se presentaron. En 2013, 27 500 personas asistieron, incluyendo jugadores y seguidores de otros equipos de todo Alemania y Europa. Los aficionados beber Glühwein (vino caliente), velas onda alrededor, se enciende la luz y cantar una combinación de villancicos y cantos de fútbol.

### Sala de estar de la Copa Mundial

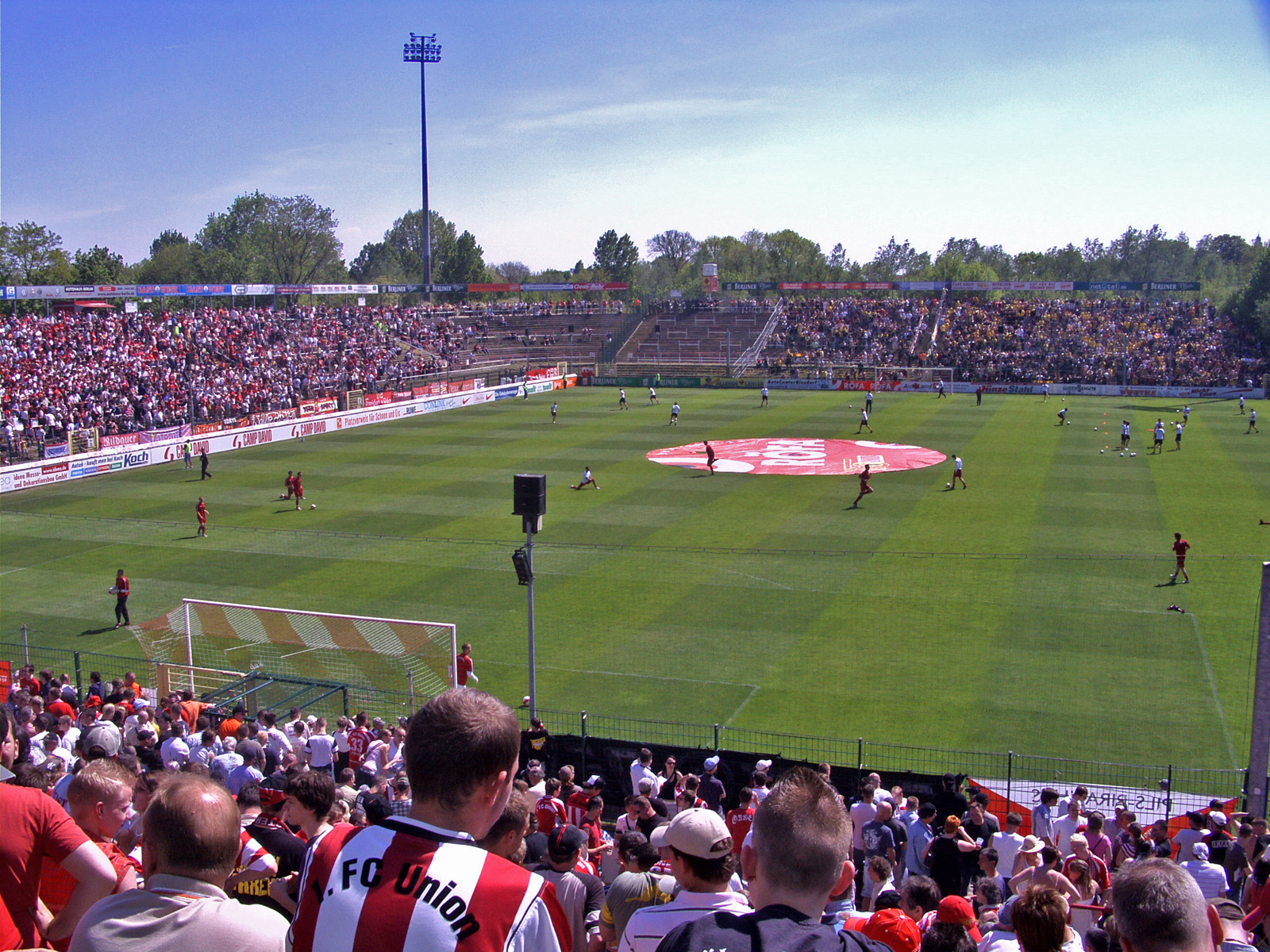
Estadio antes de la conversión, abril de 2007.

En 2014 al club se le ocurrió la idea de invitar a los aficionados a tomar sus propios sofás al suelo para el conjunto de la Copa del Mundo. 750 sofás fueron colocados en el terreno de juego en filas frente a la pantalla grande.

### Conciertos
- Linkin Park realizó una presentación en el estadio el 3 de septiembre de 2015 como parte de The Hunting Party Tour.

## Panorámica

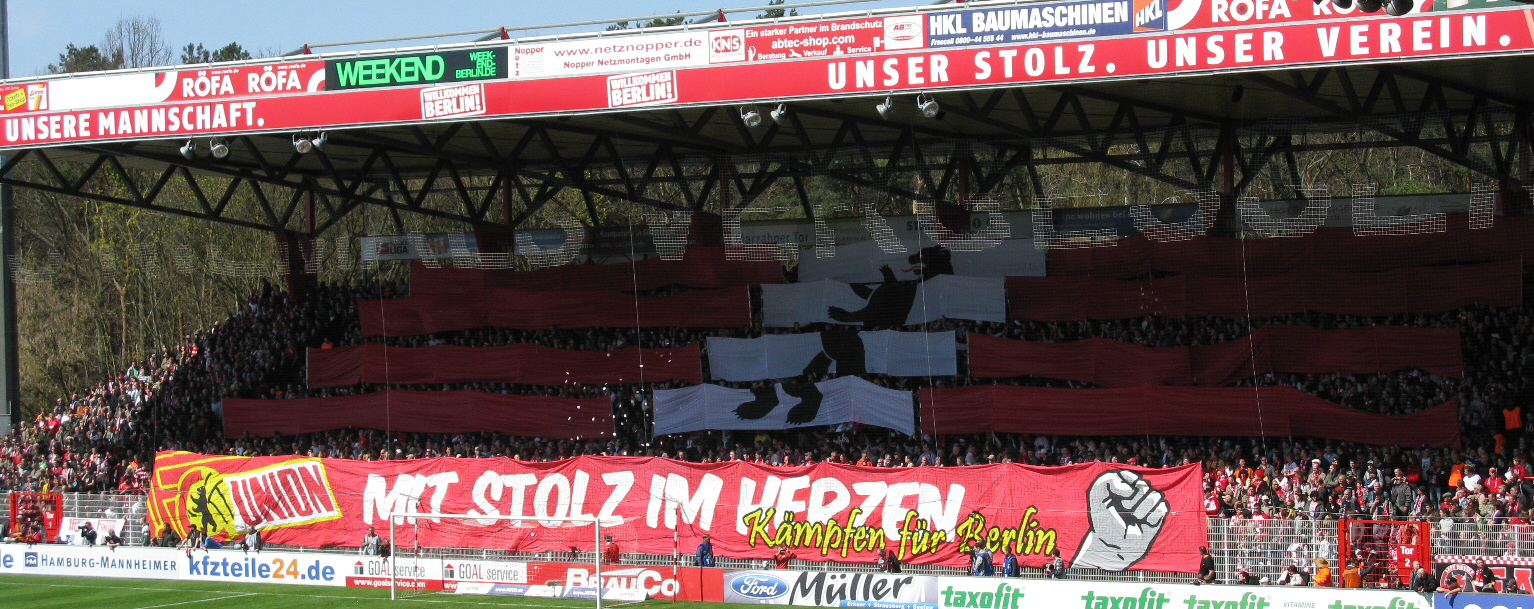
Coreografía de fanes en el "bosque"